# Dance in the Dark
"Dance in the Dark" é uma canção gravada pela artista musical norte-americana Lady Gaga, contida no seu terceiro extended play (EP), The Fame Monster (2009). Gravada em 2009, a faixa foi inspirada pela experiência íntima entre duas pessoas sozinhas em um quarto. Foi lançada em 9 de novembro de 2009 pela gravadora Interscope Records como o quarto e último single do álbum. De acordo com Gaga, "a canção é sobre uma moça que gosta de fazer sexo com as luzes apagadas porque tem vergonha de seu corpo". A cantora explicou que conheceu mulheres enquanto trabalhava com a MAC AIDS Fund e que a música não é sobre liberdade, mas sim sobre a certeza de que ela compreendia os seus sentimentos. Foi inicialmente planejada para ser lançada depois de "Telephone" (2009), mas devido a uma disputa entre Gaga e a sua gravadora, "Alejandro" foi, então, distribuída em seu lugar. "Dance in the Dark" foi mais tarde lançada em formato digital e para airplay.
Musicalmente, é uma canção derivada dos gêneros synthpop, dance-pop e europop, composta na tonalidade de ré menor que contém música retrô e new wave, em sua introdução gaguejante. Inclui um intervalo falado, no qual Gaga diz os nomes de pessoas cujas vidas terminaram tragicamente, inclusive a Princesa Diana. Em geral, a faixa recebeu análises positivas por críticos especialistas em música contemporânea. "Dance in the Dark" alcançou as últimas posições da tabela musical de singles do Reino Unido e da Bubbling Under Hot 100 Singles nos Estados Unidos. Entretanto, posicionou-se entre as trinta primeiras colocações na Austrália e entre as dez melhores em países como a Eslováquia, Hungria e República Checa.
Gaga apresentou "Dance in the Dark" como a música de abertura da The Monster Ball Tour (2009-11). Na primeira parte da turnê, ela apareceu atrás de uma tela reluzente, enquanto nos concertos modificados, interpreta-a em um cenário que lembra a noite da Cidade de Nova Iorque. Na cerimônia dos BRIT Awards de 2010, a cantora interpretou a obra e dedicou-a ao seu amigo próximo, o estilista britânico Alexander McQueen, que cometera suicídio dias antes. A música recebeu uma indicação à categoria "Melhor Gravação Dance" na cerimônia dos Grammy Awards de 2011, mas perdeu para "Only Girl (In the World)" da cantora barbadense Rihanna.

## Antecedentes e lançamento
Durante a festa de inauguração dos fones de ouvido desenvolvidos por Gaga em colaboração com o produtor Dr. Dre, a artista comentou que planeava lançar um novo álbum e disse: "Eu acho que relançamentos são injustos, [...] os artistas lançam singles de um trabalho já feito, na tentativa de manter o disco à tona. Originalmente [minha gravadora] só queria adicionar três faixas, mas agora é muito mais do que isso. É um novo material para um novo álbum." Quanto ao nome do EP, a cantora disse que foi uma coincidência, já que tem o mesmo nome que os criadores e distribuidores dos fones "Heartbeats", Monster Cable Products. Ela já havia composto uma canção intitulada "Monster" em março, antes de encontrar-se com Dr. Dre e Lee Noel para discutirem sobre a parceria. Gaga afirmou ainda que estava obcecada por filmes de monstros, declarando: "a decadência da celebridade e da maneira que a fama é um monstro na sociedade! É sobre isso que o meu disco se trata, por isso era uma espécie de combinação perfeita." Ela acabou revelando mais tarde que a reedição conteria oito composições novas, junto com as originais de seu álbum de estreia. The Fame Monster lida com o lado mais obscuro da fama, vivenciado pela artista durante os anos de 2008 e 2009.
O resenhista Bill Lamb, do portal About.com, notou a obra como um distanciamento na sonoridade da artista em relação aos lançamentos anteriores, declarando que em todo o EP, ela aborda o seu lado mais íntimo e pessoal com letras que lidam com os seus "monstros interiores", tais como a sua aparência, que é referida em "Dance in the Dark". Ao jornal Los Angeles Times, Gaga descreveu a inspiração para a música como sendo "a experiência íntima ocorrendo entre duas pessoas sozinhas em um quarto, o medo do 'Monstro do Sexo'". De acordo com a cantora, a composição é sobre uma moça que gosta de fazer sexo com as luzes apagadas, pois tem vergonha de seu corpo. "Ela não quer que o seu parceiro a veja nua. Estará livre e deixará o seu animal interno sair, mas apenas quando as luzes estiverem apagadas", explicou ela. Acrescentou que tal como a canção, teve de lutar com questões de aparência e dúvidas sobre si mesma em sua vida pessoal. Enquanto trabalhava na MAC AIDS Fund, a intérprete compreendeu que as mulheres de sua idade não falam o que pensam, com medo de que os seus namorados não as amariam se assim o fizessem:
"Todas estas coisas novas entrando na minha vida estão mudando o modo como visualizo o meu objetivo, mas 'Dance in the Dark' em particular é sobre eu querendo viver — mas também, a canção não é intitulada 'Dance in the Light'. Não sou uma cantora evangélica tentando mudar as pessoas. O que digo é: 'Eu entendo. Te compreendo, me sinto igual, e está tudo bem. Espero e rezo que eu possa inspirar algum tipo de mudança nas pessoas subliminarmente através de meus concertos.' Estão cantando 'Dance in the Dark', mas estão dançando e estão livres, soltando-se. Entretanto, as canções não são sobre liberdade, mas sim sobre [o fato de] que compreendo. Me sinto como você."
De acordo com a MTV, a canção foi inicialmente planejada para ser lançada após "Telephone" (2010), mas devido a uma disputa entre Gaga e a sua gravadora, "Alejandro" foi, então, distribuída em seu lugar. "Dance in the Dark" foi um single promocional do extended play The Fame Monster na loja da iTunes da Bélgica com "Alejandro".

## Estrutura musical e letras
"Dance in the Dark" é uma canção de synthpop, dance-pop e europop, com influências de música retrô e new wave. De acordo com a partitura publicada na página Musicnotes.com pela Sony/ATV Music Publishing, a canção é definida no compasso de tempo comum com um andamento de dance-pop que se desenvolve em um metrônomo de 152 batidas por minuto. Composta na tonalidade de ré menor, segue uma progressão harmônica básica de ré menor-si bemol maior-sol bemol menor-dó maior, enquanto o alcance vocal de Gaga vai desde a nota de si bemol menor até ré maior.
Michal Hubbard, do portal musicOMH, definiria: "a canção tem uma introdução gaguejante e gemidos de orgasmo, seguida dos vocais da artista". Um intervalo falado, como o do single de Madonna de 1990, "Vogue", também faz parte da canção. O intervalo substitui o deslumbramento de Hollywood e os ícones de moda de "Vogue", referindo-se a pessoas famosas cujas vidas tiveram fins trágicos: Marilyn Monroe, Judy Garland, Sylvia Plath, JonBenét Ramsey, Liberace, Jesus Cristo, Stanley Kubrick e a Princesa Diana.
A letra da faixa refere-se a vampiros e lobisomens: "Run run her kiss is a vampire grin/The moon lights her way while she's howlin' at him." Gaga explicou que os versos expressam como as pessoas dependem de estímulos externos para superar a ansiedade interna. "Ela não sente-se livre sem a Lua. Esta letra é uma maneira de eu falar sobre como acredito que as mulheres e alguns homens sentem-se inatamente inseguros sobre si mesmos o tempo inteiro. Não é às vezes, nem na adolescência, mas sim sempre."

## Crítica profissional
A canção recebeu resenhas positivas pelos críticos, com muitos deles citando-a como um dos destaques do EP. Bill Lamb, do portal About.com, elogiou a faixa, afirmando: "Seguindo-se para uma canção pop épica e trágica, 'Dance in the Dark' continua agitando-se, forte e corajosa com um refrão que é um dos melhores no repertório de Gaga. Este é o meu modelo favorito de pop porque tem diversas camadas. A batida atinge você primeiro e assim é possível sentir a vontade de cantar sozinho, mas a melodia pede educadamente para que troque de companhia antes que Gaga intervenha sem problemas e jogue você em um paraíso pop." Paul Lester, da rede de televisão BBC, achou que a canção é uma "máquina genérica de rhythm and blues", enquanto Evan Sawdey, do PopMatters, comentou que "Dance in the Dark", bem como "Monster", são um "esforço deliciosamente retrô e malicioso [...] para fazer um coquetel de frutas pop surpreendemente eficaz." Scott Phagenhoef, da Pitchfork Media, sentiu que Gaga transformou-se em Madonna na canção. Nick Levine, do Digital Spy, comentou a respeito: "'Dance in the Dark' é o tipo de faixa que, bem, faz você querer dançar sem camisa em um porão alemão de servidão sujo."
Edna Gunderson, do jornal diário USA Today, chamou a canção de "exagerada" e disse que o interlúdio é uma cópia de "Vogue", de Madonna. Sal Cinquemani, da revista Slant, afirmou: "'Bad Romance e 'Dance in the Dark' são repletas de sintetizadores de new wave violentos e aparentemente refrões cativantes; se melodias pudessem ser cronometradas, estas teriam 'anos 80' marcadas em si. [...] A canção não é uma fábula por si mesma, mas sim uma chamada para as armas esfarraparem-se em todos os lugares." Cinquemani declarou que a canção é um dos pontos principais de The Fame Monster, mas acrescentou: "Após uma introdução gaguejante de gemidos de orgasmo, torna-se meio previsível, o que é uma vergonha devido ao padrão das faixas anteriores." Ben Patashnik, da NME, sentiu que "Dance in the Dark", juntamente com "Monster", foram "levemente descartáveis". Todavia, Michael Hubbard, do MusicOMH, parabenizou a música pelo seu "refrão monumental e alguns momentos de fala no estilo de Madonna, incluindo a exclamação a uma realeza perdida: 'You will never fall apart Diana, you're still in our hearts / Never let you fall apart / Together we'll dance in the dark.'
Na quinquagésima segunda cerimônia anual dos Grammy Awards, "Dance in the Dark" recebeu uma nomeação à categoria "Melhor Gravação Dance". Contudo, acabou perdendo para a canção "Only Girl (In the World)" (2010), da cantora barbadense Rihanna.

## Apresentações ao vivo

Gaga apresentado "Dance in the Dark" em um dos concertos da The Monster Ball Tour no Reino Unido.

Gaga apresentou "Dance in the Dark" como a música de abertura da The Monster Ball Tour. O concerto começa com a cantora aparecendo atrás de uma tela de vídeo gigante iluminada com lasers verdes, em um traje futurístico decorado com joias prateadas e bulbos. Ela usou maquilhagem de olhos correspondente ao traje e uma máscara, começando a cantar a música enquanto "dançarinos vestidos em balaclavas e roupas brancas moviam-se ao redor da artista". A tela assemelhava-se a uma grelha matemática eletrônica que foi erguida durante a apresentação. Jane Stevenson, do Toronto Sun, notou que "a Monster Ball não 'estava viva' até Gaga ter cantado a canção após 'Dance in the Dark'". Nos concertos europeus reorganizados da The Monster Ball Tour, a canção foi acrescentada mais uma vez como a faixa inicial do repertório, como parte da seção intitulada "City". Gaga interpretou o tema em um cenário reminiscente à noite na Cidade de Nova Iorque, com sinais de neônio tremeluzentes mostrando as palavras "feio", "sensual" e "licor", escadas de emergência e um táxi amarelo que não funcionava.
A artista voltou a cantar o single na cerimônia dos Brit Awards, decorrida em 16 de fevereiro de 2010 no Earls Court Exhibition Centre. A apresentação foi inspirada pelo suicídio então recente do designer de moda Alexander McQueen, que era um grande amigo seu. A princípio, ela planejara uma interpretação diferente para o evento, mas mudou o conceito em última hora, como queria fazer uma homenagem a McQueen. Por isso, escolheu versões acústicas de Telephone" e "Dance in the Dark". Ela iniciou a sua apresentação sentanda em frente a um piano e anunciando: "Isto é para Alexander McQueen." Todo o concerto foi simplório em relação aos seus precedentes. O palco foi exibido em branco e empoleirada a um pedestal estava uma estátua de Gaga vestindo uma saia de piano e o sapato de garra de lagosta que usou no vídeo musical para "Bad Romance". Após terminar "Telephone", a cantora levantou-se de seu piano enquanto o ritmo de música disco de "Dance in the Dark" era ouvido por todo o local. O vestuário consistia em trajes de rendas e uma volumosa peruca. Em um momento, ela chegou a uma grande keytar e fez uma versão techno da faixa. Após a realização musical, ela postou uma mensagem na sua conta no Twitter: "A apresentação de hoje é inspirada pelo nosso amigo. Máscara por Phillip Treacy, escultura por Nick Knight, música por Lady Gaga. Temos saudades suas."

## Alinhamento de faixas
| Download digital |                     |         |  |
| N.º              | Título              | Duração |  |
| 1.               | "Dance in the Dark" | 4:49    |  |

## Créditos
Os créditos seguintes foram adaptados do encarte do extended play (EP) The Fame Monster e do sítio Allmusic.
- Lady Gaga — composição, vocais principais, produção, arranjos e condução
- Fernando Garibay — produção, composição, instrumentação, programação, arranjos e condução
- Robert Orton — mistura
- Jonas Wetling — engenharia de gravação e monitoramento
- Dan Parry — engenharia de gravação e monitoramento
- Christian Delano — engenharia de gravação e monitoramento

## Desempenho nas paradas musicais

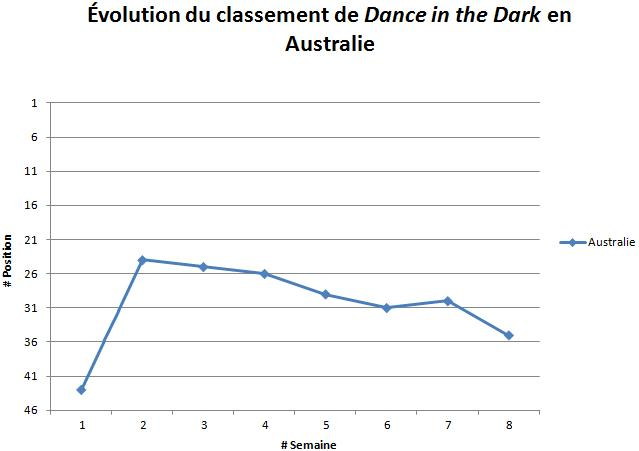
Gráfico demonstrando a permanência de "Dance in the Dark" na tabela musical australiana ARIA Charts.

Na Hungria, a canção estreou no número nove na tabela musical Single Top 10 da empresa fonográfica Magyar Hanglemezkiadók Szövetsége em 30 de novembro de 2009, mas saiu da mesma na semana seguinte. No Reino Unido, "Dance in the Dark" entrou na UK Singles Charts na octogésima nona posição em 12 de dezembro de 2009. No Canadá, a faixa atingiu a octogésima oitava colocação na Canadian Hot 100 em 11 de novembro de 2009.
"Dance in the Dark" alcançou o nonagésimo terceiro lugar na lista da ARIA Charts, após de ter sido lançada em rádios locais, deslocando-se do quadragésimo terceiro ao vigésimo quarto lugar nas semanas consecutivas. Na França, o seu desempenho mostrou-se com o quadragésimo posto na compilação digital da Syndicat National de l'Édition Phonographique e mais tarde obteve o seu auge no trigésimo lugar.
Na edição da revista Billboard de 21 de agosto de 2010, "Dance in the Dark" apareceu no número 22 da Bubbling Under Hot 100 Singles, enquanto na edição de 9 de outubro do mesmo ano, no número nove da Hot Dance/Electronic Digital Songs. A canção vendeu 120 mil downloads digitais legais nos Estados Unidos, de acordo com a Nielsen SoundScan.

### Posições
| Tabela musical (2009–11)                                            | Melhor posição |
| ------------------------------------------------------------------- | -------------- |
| Austrália (ARIA Charts)                                             | 24             |
| Bélgica (Flandres) - Ultratop 50                                    | 33             |
| Bélgica (Valônia) - Ultratop 40                                     | 48             |
| Canadá - Canadian Hot 100                                           | 88             |
| Eslováquia - International Federation of tehe Phonographic Industry | 6              |
| Estados Unidos (Bubbling Under Hot 100 Singles)                     | 22             |
| Estados Unidos - Hot Dance/Electronic Digital Songs (Billboard)     | 9              |
| França - Syndicat National de l'Édition Phonographique              | 30             |
| Hungria - Magyar Hanglemezkiadók Szövetsége                         | 9              |
| Polónia - Polish Dance Club Singles Chart                           | 9              |
| Reino Unido - UK Singles Chart (The Official Charts Company)        | 89             |
| Chéquia - International Federation of the Phonographic Industry     | 10             |

## Histórico de lançamento
"Dance in the Dark" foi lançada a partir de download digital na Bélgica em 9 de novembro de 2009, e em rádios australianas e francesas em 2010.
| País      | Data                  | Formato                | Gravadora          |
| --------- | --------------------- | ---------------------- | ------------------ |
| Bélgica   | 9 de novembro de 2009 | Download digital       | Interscope Records |
| Austrália | 26 de julho de 2010   | Contemporary hit radio | Interscope Records |
| França    | 25 de agosto de 2010  | Contemporary hit radio | Interscope Records |